# Hall of Fame Tennis Championships
El Torneig de Newport, conegut oficialment com a Dell Technologies Hall of Fame Open i Hall of Fame Tennis Championships, és un torneig de tennis professional que es disputa anualment sobre pista de gespa al International Tennis Hall of Fame de Newport, Rhode Island, Estats Units, seu original del torneig U.S. National Championships. Pertany al circuit ATP Challenger masculí i a les sèries WTA 125 del circuit femení, disputant-se just després del Torneig de Wimbledon.
El torneig es disputa des de l'any 1976 i rep el nom en honor del museu internacional de la fama de tennis situat a la ciutat de Newport. La celebració del torneig s'aprofitava per a la cerimònia d'entrada de nous membres al museu de la fama. Anteriorment també havia tingut els noms de Campbell's Hall of Fame Tennis Championships, però a partir de l'any 2025, la cerimònia es va desplaçar a l'agost.
Durant molts anys va pertànyer a les sèries 250 del circuit ATP masculí i era el darrer torneig de l'any que es disputava sobre gespa i també és l'únic sobre gespa que es disputa fora d'Europa. Per aquest motiu, pocs dels millors jugadors acostumaven a participar en aquest torneig. L'any 2025 va descendir de categoria per passar al circuit Challenger alhora que es va estendre a la categoria femenina entrant a la categoria WTA 125, i també es va desplaçar una setmana abans coincidint amb la segona setmana del torneig de Wimbledon per atraure els jugadors eliminats en les primeres rondes del torneig.

## Palmarès

### Individual masculí
| Any                 | Campió                                            | Finalista                                         | Resultat                                          |
| ------------------- | ------------------------------------------------- | ------------------------------------------------- | ------------------------------------------------- |
| ATP Challenger Tour |                                                   |                                                   |                                                   |
| 2025                | Zachary Svajda                                    | Adrian Mannarino                                  | 7−5, 6−3                                          |
| ATP 250             |                                                   |                                                   |                                                   |
| 2024                | Marcos Giron                                      | Alex Michelsen                                    | 6−7(4), 6−3, 7−5                                  |
| 2023                | Adrian Mannarino                                  | Alex Michelsen                                    | 6−2, 6−4                                          |
| 2022                | Maxime Cressy                                     | Alexander Bublik                                  | 2−6, 6−3, 7−6(3)                                  |
| 2021                | Kevin Anderson                                    | Jenson Brooksby                                   | 7−6(8), 6−4                                       |
| 2020                | Torneig suspès a causa de la pandèmia de COVID-19 | Torneig suspès a causa de la pandèmia de COVID-19 | Torneig suspès a causa de la pandèmia de COVID-19 |
| 2019                | John Isner (4)                                    | Alexander Bublik                                  | 7−6(2), 6−3                                       |
| 2018                | Steve Johnson                                     | Ramkumar Ramanathan                               | 7−5, 3−6, 6−2                                     |
| 2017                | John Isner                                        | Matthew Ebden                                     | 6−3, 7−6(4)                                       |
| 2016                | Ivo Karlović                                      | Gilles Müller                                     | 6−7(2), 7−6(5), 7−6(12)                           |
| 2015                | Rajeev Ram (2)                                    | Ivo Karlović                                      | 7−6(5), 5−7, 7−6(2)                               |
| 2014                | Lleyton Hewitt                                    | Ivo Karlović                                      | 6−3, 6−7(4), 7−6(3)                               |
| 2013                | Nicolas Mahut                                     | Lleyton Hewitt                                    | 5−7, 7−5, 6−3                                     |
| 2012                | John Isner                                        | Lleyton Hewitt                                    | 7−6(1), 6−4                                       |
| 2011                | John Isner                                        | Olivier Rochus                                    | 6−3, 7−6(6)                                       |
| 2010                | Mardy Fish                                        | Olivier Rochus                                    | 5−7, 6−3, 6−4                                     |
| 2009                | Rajeev Ram                                        | Sam Querrey                                       | 6−7(3), 7−5, 6−3                                  |
| 2008                | Fabrice Santoro (2)                               | Prakash Amritraj                                  | 6−3, 7−5                                          |
| 2007                | Fabrice Santoro                                   | Nicolas Mahut                                     | 6−4, 6−4                                          |
| 2006                | Mark Philippoussis                                | Justin Gimelstob                                  | 6−3, 7−5                                          |
| 2005                | Greg Rusedski (3)                                 | Vince Spadea                                      | 7−6(3), 2−6, 6−4                                  |
| 2004                | Greg Rusedski                                     | Alexander Popp                                    | 7−6(5), 7−6(2)                                    |
| 2003                | Robby Ginepri                                     | Jürgen Melzer                                     | 6−4, 6−7(3), 6−1                                  |
| 2002                | Taylor Dent                                       | James Blake                                       | 6−1, 4−6, 6−4                                     |
| 2001                | Neville Godwin                                    | Martin Lee                                        | 6−1, 6−4                                          |
| 2000                | Peter Wessels                                     | Jens Knippschild                                  | 7−6(3), 6−3                                       |
| 1999                | Chris Woodruff                                    | Kenneth Carlsen                                   | 6−7(5), 6−4, 6−4                                  |
| 1998                | Leander Paes                                      | Neville Godwin                                    | 6−3, 6−2                                          |
| 1997                | Sargis Sargsian                                   | Brett Steven                                      | 7−6(0), 4−6, 7−5                                  |
| 1996                | Nicolás Pereira                                   | Grant Stafford                                    | 4−6, 6−4, 6−4                                     |
| 1995                | David Prinosil                                    | David Wheaton                                     | 7−6(3), 5−7, 6−2                                  |
| 1994                | David Wheaton                                     | Todd Woodbridge                                   | 6−4, 3−6, 7−6(5)                                  |
| 1993                | Greg Rusedski                                     | Javier Frana                                      | 7−5, 6−7(7), 7−6(5)                               |
| 1992                | Bryan Shelton (2)                                 | Alex Antonitsch                                   | 6−4, 6−4                                          |
| 1991                | Bryan Shelton                                     | Javier Frana                                      | 3−6, 6−4, 6−4                                     |
| 1990                | Pieter Aldrich                                    | Darren Cahill                                     | 7−6, 1−6, 6−1                                     |
| 1989                | Jim Pugh                                          | Peter Lundgren                                    | 6−4, 4−6, 6−2                                     |
| 1988                | Wally Masur                                       | Brad Drewett                                      | 6−2, 6−1                                          |
| 1987                | Dan Goldie                                        | Sammy Giammalva Jr.                               | 6−7, 6−4, 6−4                                     |
| 1986                | Bill Scanlon                                      | Tim Wilkison                                      | 7−5, 6−4                                          |
| 1985                | Tom Gullikson                                     | John Sadri                                        | 6−3, 7−5                                          |
| 1984                | Vijay Amritraj (3)                                | Tim Mayotte                                       | 3−6, 6−4, 6−4                                     |
| 1983                | John Fitzgerald                                   | Scott Davis                                       | 2−6, 6−1, 6−3                                     |
| 1982                | Hank Pfister                                      | Mike Estep                                        | 6−1, 7−5                                          |
| 1981                | Johan Kriek                                       | Hank Pfister                                      | 3−6, 6−3, 7−5                                     |
| 1980                | Vijay Amritraj                                    | Andrew Pattison                                   | 6−1, 5−7, 6−3                                     |
| 1979                | Brian Teacher                                     | Stan Smith                                        | 1−6, 6−3, 6−4                                     |
| 1978                | Bernard Mitton                                    | John James                                        | 6−1, 3−6, 7−6                                     |
| 1977                | Tim Gullikson                                     | Hank Pfister                                      | 6−4, 6−4, 5−7, 6−2                                |
| 1976                | Vijay Amritraj                                    | Brian Teacher                                     | 6−3, 4−6, 6−3, 6−1                                |

### Dobles masculins
| Any                 | Campions                                             | Finalistes                                           | Resultat                                             |
| ------------------- | ---------------------------------------------------- | ---------------------------------------------------- | ---------------------------------------------------- |
| ATP Challenger Tour |                                                      |                                                      |                                                      |
| 2025                | Robert Cash JJ Tracy                                 | Hans Hach Verdugo Cristian Rodríguez                 | 7−6(3), 6−3                                          |
| ATP 250             |                                                      |                                                      |                                                      |
| 2024                | André Göransson Sem Verbeek                          | Robert Cash JJ Tracy                                 | 6−3, 6−4                                             |
| 2023                | Nathaniel Lammons Jackson Withrow                    | William Blumberg Max Purcell                         | 6−3, 5−7, [10−5]                                     |
| 2022                | William Blumberg Steve Johnson                       | Raven Klaasen Marcelo Melo                           | 6−4, 7−5                                             |
| 2021                | William Blumberg Jack Sock                           | Austin Krajicek Vasek Pospisil                       | 6−2, 7−6(3)                                          |
| 2020                | Torneig suspès a causa de l'epidèmia per coronavirus | Torneig suspès a causa de l'epidèmia per coronavirus | Torneig suspès a causa de l'epidèmia per coronavirus |
| 2019                | Marcel Granollers Serhí Stakhovski                   | Marcelo Arévalo Miguel Ángel Reyes Varela            | 6−7(10), 6−4, [13−11]                                |
| 2018                | Jonathan Erlich Artem Sitak                          | Marcelo Arévalo Miguel Ángel Reyes Varela            | 6−1, 6−2                                             |
| 2017                | Aisam-Ul-Haq Qureshi Rajeev Ram                      | Matt Reid John-Patrick Smith                         | 6−4, 4−6, [10−7]                                     |
| 2016                | Sam Groth Chris Guccione                             | Jonathan Marray Adil Shamasdin                       | 6−4, 6−3                                             |
| 2015                | Jonathan Marray Aisam-ul-Haq Qureshi                 | Nicholas Monroe Mate Pavić                           | 4−6, 6−3, [10−8]                                     |
| 2014                | Chris Guccione Lleyton Hewitt                        | Jonathan Erlich Rajeev Ram                           | 7−5, 6−4                                             |
| 2013                | Nicolas Mahut Édouard Roger-Vasselin                 | Tim Smyczek Rhyne Williams                           | 6−7(4), 6−2, [10−5]                                  |
| 2012                | Santiago González Scott Lipsky                       | Colin Fleming Ross Hutchins                          | 7−6(3), 6−3                                          |
| 2011                | Matthew Ebden Ryan Harrison                          | Johan Brunström Adil Shamasdin                       | 4−6, 6−3, [10−5]                                     |
| 2010                | Carsten Ball Chris Guccione                          | Santiago González Travis Rettenmaier                 | 6−3, 6−4                                             |
| 2009                | Jordan Kerr Rajeev Ram                               | Michael Kohlmann Rogier Wassen                       | 6−7(6), 7−6(7), [10−6]                               |
| 2008                | Mardy Fish John Isner                                | Rohan Bopanna Aisam-ul-Haq Qureshi                   | 6–4, 7–6(1)                                          |
| 2007                | Jordan Kerr Jim Thomas (3)                           | Nathan Healey Ígor Kunitsin                          | 6–3, 7–5                                             |
| 2006                | Robert Kendrick Jürgen Melzer                        | Jeff Coetzee Justin Gimelstob                        | 7–6(3), 6–0                                          |
| 2005                | Jordan Kerr Jim Thomas                               | Graydon Oliver Travis Parrott                        | 7–6(5), 7–6(5)                                       |
| 2004                | Jordan Kerr Jim Thomas                               | Gregory Carraz Nicolas Mahut                         | 6–3, 6–7(5), 6–3                                     |
| 2003                | Jordan Kerr David Macpherson                         | Julian Knowle Jürgen Melzer                          | 7–6(4), 6–3                                          |
| 2002                | Bob Bryan Mike Bryan (2)                             | Jürgen Melzer Alexander Popp                         | 7–5, 6–3                                             |
| 2001                | Bob Bryan Mike Bryan                                 | André Sá Glenn Weiner                                | 6–3, 7–5                                             |
| 2000                | Jonathan Erlich Harel Levy                           | Kyle Spencer Mitch Sprengelmeyer                     | 7–6(2), 7–5                                          |
| 1999                | Wayne Arthurs Leander Paes                           | Sargis Sargsian Chris Woodruff                       | 6–7, 7–6, 6–3                                        |
| 1998                | Doug Flach Sandon Stolle                             | Scott Draper Jason Stoltenberg                       | 6–2, 4–6, 7–6                                        |
| 1997                | Justin Gimelstob Brett Steven                        | Kent Kinnear Aleksandar Kitinov                      | 6–3, 6–4                                             |
| 1996                | Marius Barnard Piet Norval                           | Paul Kilderry Michael Tebbutt                        | 6–7, 6–4, 6–4                                        |
| 1995                | Joern Renzenbrink Markus Zoecke                      | Paul Kilderry Nuno Marques                           | 6–1, 6–2                                             |
| 1994                | Alex Antonitsch Greg Rusedski                        | Kent Kinnear David Wheaton                           | 6–4, 3–6, 6–4                                        |
| 1993                | Javier Frana Christo van Rensburg                    | Byron Black Jim Pugh                                 | 4–6, 6–1, 7–6                                        |
| 1992                | Royce Deppe David Rikl                               | Paul Annacone David Wheaton                          | 6–4, 6–4                                             |
| 1991                | Gianluca Pozzi Brett Steven                          | Javier Frana Bruce Steel                             | 6–4, 6–4                                             |
| 1990                | Darren Cahill Mark Kratzmann                         | Todd Nelson Bryan Shelton                            | 7–6, 6–2                                             |
| 1989                | Patrick Galbraith Brian Garrow                       | Neil Broad Stefan Kruger                             | 2–6, 7–5, 6–3                                        |
| 1988                | Kelly Jones Peter Lundgren                           | Scott Davis Dan Goldie                               | 6–3, 7–6                                             |
| 1987                | Dan Goldie Larry Scott                               | Chip Hooper Mike Leach                               | 1–6, 6–3, 7–5                                        |
| 1986                | Vijay Amritraj Tim Wilkison                          | Eddie Edwards Francisco González                     | 4–6, 7–5, 7–6                                        |
| 1985                | Peter Doohan Sammy Giammalva Jr.                     | Paul Annacone Christo van Rensburg                   | 6–1, 6–3                                             |
| 1984                | David Graham Laurie Warder                           | Ken Flach Robert Seguso                              | 6–4, 7–6                                             |
| 1983                | Vijay Amritraj John Fitzgerald                       | Tim Gullikson Tom Gullikson                          | 6–3, 6–4                                             |
| 1982                | Andy Andrews John Sadri                              | Syd Ball Rod Frawley                                 | 3–6, 7–6, 7–5                                        |
| 1981                | Brad Drewett Erik Van Dillen                         | Kevin Curren Billy Martin                            | 6–2, 6–4                                             |
| 1980                | Andrew Pattison Butch Walts                          | Fritz Buehning Peter Rennert                         | 7–6, 6–4                                             |
| 1979                | Bob Lutz Stan Smith                                  | John James Chris Kachel                              | 6–4, 7–6                                             |
| 1978                | Tim Gullikson Tom Gullikson                          | Colin Dibley Bob Giltinan                            | 6–4, 6–4                                             |
| 1977                | Ismail El Shafei Brian Fairlie                       | Tim Gullikson Tom Gullikson                          | 6–7, 6–3, 7–6                                        |